# Федина Ярослав Іванович
Яросла́в Іва́нович Феди́на (22 травня 1955, с. Малнів, Мостиський район, Львівська область — 2 вересня 2010, с. Зимна Вода, Пустомитівський район, Львівська область) — український політик і медик. Був головним лікарем Пустомитівської районної лікарні, депутатом Пустомитівської районної ради від «Нашої України», головою районної організації партії «Єдиний центр». Депутат Львівської обласної ради 2002—2006 років.

## Життєпис
За освітою лікар-терапевт, закінчив Львівський медичний університет. Останні 30 років прожив у селі Зимна Вода, що біля Львова.
Увечері 2 вересня 2010 року близько 21:00 він бачився та спілкувався із секретарем районної організації «Єдиного центру» на партійні теми. Потім поїхав додому, а вже через півтори години не відповідав на телефонні дзвінки. Сусіди чули бійку, але коли приїхали міліціонери, то знайшли Ярослава Федину вже мертвим. Його руки були зв'язані скотчем, на тілі були сліди побоїв. Припускають, що вбивство могло статися через політичні мотиви — політик планував балотуватися до Львівської обласної ради від партії «Єдиний центр».
Залишив дружину та двоє дорослих доньок. Вони вже довгий час мешкають у США.